# Самаркандский археологический институт имени Я. Гулямова
Самаркандский археологический институт имени Я. Гулямова (узб. Y. G'ulomov nomidagi Samarqand Arxeologiya instituti) — государственное учреждение Республики Узбекистан, являющееся координирующим центром археологических исследований в регионе. 

## История
У истоков развития археологии Узбекистана стоят востоковеды и историки В. Л. Вяткин, Я. Г. Гулямов, М. Е. Массон. В становлении археологической науки республики велика роль советских археологов С. П. Толстова, А. Аскарова, и др.
Как самостоятельное научное направление обществоведения Узбекистана археология сформировалась в системе созданной в 1943 году Академии наук Узбекской ССР. С 1943 года Отдел археологии в составе Института истории и археологии создал свою школу, научную базу, воспитал специалистов, получены материалы, позволяющие поставить и решить принципиальные вопросы древней и средневековой истории Узбекистана.  
По инициативе академиков Я.Гулямова, И.М.Муминова по случаю 2500-летнего юбилея Самарканда и постановлением Совета министров УзбССР от 1970 года, Постановлением Президиума Академии наук Узбекской ССР был создан Институт археологии, которому в 1988 году было присвоено имя археолога, историка, академика Я. Г. Гулямова. В 2022 году Постановлением Кабинета Министров Узбекистана переведен в систему Агентства культурного наследия.

### Руководители
- 1970—1987 акад. А. А. Аскаров — первый директор Института археологии АН УзССР
- 1987—1994 — д.и.н. Р. Х. Сулейманов
- 1994—2004 — д.и.н., профессор Т. Ш. Ширинов
- 2004—2009 — к.и.н., Ш. Р. Пидаев
- 2009-2019 — к.и.н. А. Э. Бердимурадов
- 2019-2019 — д.и.н. Ф. А. Максудов
- с 2020-     к.и.н. М. М. Саидов

## Структура
Институт археологии им. Я. Гулямова имеет несколько отделов.

## Научные школы.
Ведущие научные школы, сформировавшиеся в Институте:
- история оседло-земледельческой культуры и хозяйственной жизни населения Узбекистана в древности на основе искусственного орошения (академик Гулямов Я.Г. и др.).
- земледельческая и градостроительная культура в древней Центральной Азии (академик Аскаров А.А. и др.).
- первобытная археология Узбекистана (академик Исламов У.И. и др.)
- научно-реставрационная школа химико-технологического изучения древних ремесленных производств (д.и.н. Абдуразаков А. А. и др.)

## Деятельность
Со времени организации основными направлениями изысканий института были: а) исследование древних памятников для восстановления истории материальной и духовной культуры; б) периодизация памятников культуры древнейших и древних периодов; в) изучение истории орошения региона; г) разработка научной методики реставрации и консервации археологических памятников. К числу прикладных задач Института относились оперативная работа археологов в зонах народнохозяйственного строительства, составление Свода памятников истории и культуры Узбекистана.
Усилиями, научных сотрудников Института были открыты и исследованы десятки памятников эпохи каменного века (палеолита, мезолита и неолита), пещерные стоянки Пальтау, Оби-Рахмат, стоянки открытого типа — Кульбулак, Кутурбулак, Ходжамазгиль, мастерские кремнёвой индустрии в Учтуте, Кульбулаке, Капчигае, Вауше; мезолитические стоянки Кушилиш, пещера Мачай, грот Обишир; сотни неолитических стоянок в низовьях Амударьи и Зарафшана, обогатившие своими коллекциями этапы древнейшего прошлого народов Узбекистана и раскрывшие своеобразие каменного века Средней Азии и их роль как моста между культурами Юго- Восточной Азии и Европы.
Принципиально новыми были исследования в области эпохи бронзы. Продолжалось изучение ранее выявленных скотоводческо-земледельческих культур северных и центральных районов — тазабагъябской, суярганской, заманбабинской, своеобразной по облику, но близкой им по хозяйственно-экономическому укладу чустской культуры в Фергане.
На юге Узбекистана впервые были открыты памятники новой для науки древнеземледельческой сапаллинской культуры, значительно более прогрессивной, с четкой планировкой жилищного строительства, развитой фортификацией, сложившимися традициями строительно-планировочных приемов, специализированными ремеслами — гончарством, металлургией, обработкой кости, камня, дерева, ткачеством и ювелирным искусством.
Результаты исследований крупнейшего памятника эпохи бронзы Джаркутан показали, что перед нами представлен наиболее ранний образец столичного центра древнебактрийской цивилизации со всеми характерными элементами раннегородской культуры — цитаделью с дворцом, крупным общественно-культовым комплексом — храмом, социальной дифференциацией построек.
Эти исследования не только углубили на тысячелетие время бытования древнеземледельческой культуры Узбекистана, но и раскрыли пути зарождения городской жизни, позволили более полно осветить экономику, материальную и духовную культуру поселения эпохи бронзы.
Специальные исследования были посвящены изучению истории древнейших городов республики — Самарканда, Бухары, Ташкента, Термеза и Кувы. Систематические раскопки городища Афрасиаба позволили проследить более чем на протяжении 2750 лет основные периоды становления, расцвета, динамики развития крупнейшего города Центральной Азии, его фортификацию, общественные, культовые и жилые комплексы, материальную культуру центра, стоявшего на важных торгово-экономических магистралях.
Установлены время зарождения, рост экономического развития и культурных традиций таких крупных городских центров, как Бухара, Термез, Шахрисабз, раскрыты античная культура Западного Согда и Тохаристана, культовые комплексы и памятники буддийского искусства.
В Южном Согде — крупнейшем городском центре Нахшеба — городище Еркурган с мощной фортификацией, крупным общественным и культовым ядром, демонстрирует архаический и античный центр на стыке культур Бактрии и Согда.
Ташкентский регион предстает сегодня в качестве одного из ведущих центров формирования тюркской народности, языка и обычаев, вошедших в ядро сложения узбекского народа.
В Фергане наиболее интересные материалы получены археологами при исследовании древних городов — Мархамата, Шурабашата, Папа и средневековых столиц — Ахсикета, Кувы и др.
Первый этап работы Института позволил с начала 80-х годов развернуть изыскания уже на качественно новой основе — перейти к разработке фундаментальных проблем древнейших этапов истории, становления и развития производящей экономики и процесса урбанизации, сложения культурно-ирригационных регионов, своеобразия материальной и художественной культуры.
Исследования по указанным направлениям привели к принципиально новым открытиям и фундаментальным обобщениям в области древнейшей и древней истории Узбекистана.
Во-первых, в это время была разработана подлинная периодизация истории республики с древнейших этапов, чему способствовали систематические комплексные археологические исследования, широко развернувшиеся во всех регионах республики, давшие громадный материал от эпохи каменного века до позднего средневековья и раскрывшие истинную значимость богатейшего культурного наследия народов Узбекистана как важнейшего объективного источника по древнейшим этапам истории республики.
Во-вторых, это вывело узбекскую археологию на уровень мировой науки, раскрыло подлинную роль народов Узбекистана в системе древнего Востока, показало, что бассейн Междуречья крупнейших среднеазиатских рек Окса и Яксарта — Амударьи и Сырдарьи был колыбелью древних культур земледельцев и скотоводов, центром могучей городской жизни, родиной достижений науки, высокой самобытной культуры, ремесла и торговли.
Новым этапом исследований явились работы в различных хозяйственно-экономических регионах:
а) в горных районах академик А. П. Окладников, открыв десятки памятников древнейшего прошлого, заложил основы палеолитоведения региона, а его ученики во главе с академиком АН РУз У. Исламовым, внесли существенный вклад в разработку периодизации палеолита, мезолита и неолита Узбекистана, удревнив начало сложения скотоводческого хозяйства на более чем две тысячи лет, а появление раннего человека — почти на миллион лет. Тем самым ими было доказано, что территория Средней Азии бесспорно входит в зону формирования раннего человека;
б) в древнеземледельческих оазисах, контактных зонах со скотоводами и в районах первичной скотоводческой экономики, где коллектив археологов во главе с академиком АН РУз А. А. Аскаровым развернули широкие исследования, почти на тысячу лет было удревнено начало сложения культуры земледелия и древнейшей урбанизации на местной экономической основе. Выявлены три зоны урбанизации со своими локальными особенностями, прослежены генезис и этапы развития городской культуры, характерные для отдельных зон и Центральной Азии в целом.
Эти работы позволили доказать, что южные оазисы Узбекистана, в состав раннего государственного образования Бактрийского царства, входили в ядро древневосточной урбанизации. Здесь формировались ранние города, государственность и первая мировая религия — зороастризм.
Затем этот процесс продвинулся в центральные (Согд) и северные (Чач) районы Узбекистана и завершился интеграцией городской культуры. За изучение этой проблемы группе ученых (А. Аскаров, Ю. Ф. Буряков, Р.X. Сулейманов, М.X. Исамиддинов, М. И. Филанович, Г. В. Шишкина, Т. К. Ходжайов, Э. В. Ртвеладзе) была присуждена Государственная премия УзССР им. Абу Райхана Беруни.
Огромную роль в формировании оазисов Средней Азии, как и Востока в целом, сыграло развитие орошаемого земледелия — основной базы интенсификации экономики. В связи с этим важными явились исследования на археологических материалах Хорезма, начатые в рамках Академии наук республики академиком Я. Г. Гулямовым. Им были выявлены основные этапы орошаемого земледелия, оказавшие существенное влияние на формирование общих этапов истории общества. В последующем эти работы были продолжены его учениками академиком АН РУз А. Р. Мухамеджановым и д.и.н. А. Абдулхамидовым исследовавших ирригацию Согда и Ферганы.
Не менее важную роль для экономической истории играет разработка сырьевых ресурсов, богатством и разнообразием которых, по сведениям восточных источников, славились страны Среднеазиатского междуречья. Первые шаги в разработке этой проблемы начались с совместных усилий геологов и археологов, среди которых пионером исследований был академик М. В. Массон, занимавшийся историей разработки цветных, благородных и черных металлов. Последующие разработки шагнули далеко в глубь веков. Работами докторов наук Т. М. Мирсаатова и М. Р. Касымова были охвачены горные разработки по кремнёвой индустрии от палеолита до неолита, а исследования академика Ю. Ф. Бурякова стали непосредственным продолжением работ первоисследователя по цветным и благородным металлам.
Исследования по изучению истории городской культуры на территории древних городов Средней Азии, в частности, Узбекистана проводились на памятниках Самарканда, Бухары, Ташкента, Сурхандари, Кашкадарьи, Джизака, Хорезма, Ферганской долины и Каракалпакстана. Эти исследования проводились на территории древних городищ — Афрасияб, Еркурган, Канка, Эски Термез, Далварзинтепа, Бухара, Пайкенд, Ахсикент, Пап, Хива, Миздахкан, Калиятепа, Кургантепа (Х. Ахунбабаев, М. Исамиддинов, Р. Сулаймонов, Ю. Буряков, Г. Богомолов, Ш. Пидаев, Ш. Рахманов, Г. Пугаченкова, Э. Ртвеладзе, А. Муҳаммеджанов, Ж. Мирзаахмедов, Ш. Одилов, А. Анарбаев, И. Ахраров, Б. Матбабаев, М. Мамбетуллаев, М. Туребеков, А. Бердимурадов, М. Пардаев, А. Грицина) дали плодотворные результаты, определены новые стороны и ранние этапы развития градостроительства. Интенсификация исследований в Узбекистана заметно повлияла и на развитие одной из соприкасающейся науки — антропологии. В результате совместных археолого-антропологических экспедиций по Зарафшану, Хорезму, Сурхандарьи, Сырдарьинскому регионов, Ферганской долине определены основные антропологические типы древнего населения Средней Азии, в частности Узбекистана и история их формирования. В решении данных проблем велики заслуги Т. К. Ходжайова.
Связать результаты многолетних фундаментальных археологических исследований с собственно историей узбекского народа, в полной мере, начало осуществляется только после обретения нашей страной Независимости.
С начало Независимости на уровне государства на повестку дня были поставлены новые требования, подходы и задачи к изучению древнего прошлого нашего народа, его славной истории, культурного наследия, оставленного предшествующими поколениями и их сохранению. Особенно, выступление Президента Республики Узбекистана И. А. Каримова в 1998 году перед историками, археологами и журналистами страны, и Указ Кабинета Министров «Об усовершенствовании деятельности Института истории АН РУз» послужил дальнейшей программой для исследований исторических дисциплин. Исходя из пунктов о задачах по древней истории, и в частности, археологии в Институте археологии разработана «Концепция развития археологической науки в Узбекистане».
В годы Независимости широкомасштабность и плодотворность исследований позволила подняться узбекской археологии на мировой уровень. Этому способствовало и подписание равноправных договоров с ведущими научными центрами мира. На сегодняшней день на территории Узбекистана производятся международные научные исследования совместно с учеными- археологами Австралии, США, Германии, Италии, Испании, Польши, России, Франции, Японии и Китая.
В Институте археологии с 1959 года выпускаются периодические издания «История материальной культуры Узбекистана» (Ўзбекистонда моддий маданият тарихи), с 2002 года ежегодник «Ўзбекистонда археологик тадқиқотлар» (Археологические исследования в Узбекистане), в которых излагаются научные итоги и заключения археологических исследований, проведенных на территории Республики. С 2010 года начал издаваться научный журнал «Археология Узбекистана» (Ўзбекистон Археологияси).

## Международное сотрудничество
МЕЖДУНАРОДНОЕ СОТРУДНИЧЕСТВО
С приобретением Республикой независимости особое место в его деятельности занимают широкие международные контакты и выполняемые на их основе совместные  проекты и экспедиции.
В настоящее время ученые Института проводят археологические исследования со специалистами из Франции, Италии, России (Новосибирск, Санкт-Петербург), Японии, США, Китая по следующим совместным проектам:
«Цивилизация Центральной Азии в древности и средневековье» - совместно с Национальным центром научных исследований Франции (CNRS). Работы были начаты в 1989 г., деятельность экспедиции сконцентрирована на двух объектах - городище Афрасиаб (региональная столица Самаркандского Согда) и городище Куктепа (один из древнейших городских центров, предполагаемая Бассилея античных источников). Руководители проекта - М.Х. Исамиддинов, М.А. Реутова, Ф. Грене, К. Рапен.
В результате совместных работ на Афрасиабе получена достаточно четкая стратиграфия, выявлены слои древнесогдийского времени. Полученные материалы сыграли определяющую роль в 2750-летнем возрасте Самарканда. Одной из уникальных находок, сделанных экспедицией на городище Афрасиаб, являются росписи караханидского периода, обнаруженные в павильоне дворцового комплекса. Настенные росписи периода раннего средневековья (V-VIII вв.) известны значительно лучше, нежели живопись исламского времени, находки которой единичны на территории Центральной Азии.
В результате работ на городище Коктепа было выявлено, что город сооружен древними согдийцами в VIII-VII вв. до н.э., которое состояло из двух частей: дворца правителя и шахристана, в северо-западной части города существовал храм огнепоклонников. Город был обнесен двумя кольцами стен и существовал до III в. до н.э.
В последние годы работы совместной Узбекско-французской археологической экспедиции сосредоточены, в основном, на обработке накопленного материала, подготовке его к музеефикации и публикациях.
«Градостроительство и фортификация Древней Бактрии» - совместно с Национальным центром научных исследований Франции (CNRS). Работы экспедиции проводятся с 1991 г. и сконцентрированы на территории городища Старого Термеза (Сурхандарьинская область), возникшего в середине I тыс. до н.э. Руководители проекта - Т. Аннаев, П. Лериш.
Археологические исследования на городище Старого Термеза, проводимые совместной Узбекско-Французской экспедицией показали, что древнейшее ядро городища находилось в восточной половине цитадели, вокруг которого в середине I тыс. до н.э. и возник город. В греко-бактрийский период (III-II вв. до н.э.) Термез уже сложился как крупный городской центр, занимавший всю территорию цитадели и участок, прилегавший к ней с северо-запада, включая, возможно, территорию Чингизтепа. В то время Термез был основным форпостом Греко-Бактрийского государства на его северных рубежах.
В последние годы работы совместной Узбекско-французской археологической экспедиции сосредоточены, в основном, на обработке накопленного материала, подготовке его к музеефикации и публикациях.
«Археология каменного века центральной, южной и северо-западной части Узбекистана» - совместно с Национальным центром научных исследований Франции (CNRS). Работы были начаты в 2008 г., деятельность международной экспедиции сконцентрирована на стоянке Аякагитма, расположенной в северо-восточной части Кызылкумов (Бухарская область). Руководители проекта - М. Хужаназаров, Ф. Брунет.
В результате исследований выявлено впервые на территории Кызылкумов  одомашнивание быков-туров, верблюдов и коз, геоморфологическая ситуация 7-5 тысячелетия до. н.э. Определены некоторые виды растений до исторического времени эпохи неолита. Впервые изучена трасология каменных орудий эпохи неолита. Составлена древняя топографическая карта памятника. Выявлены основные этапы культурного развития и экономики неолитических племен в Акчадарьинской дельте, очерчен круг культурных связей, воссоздана, в основных чертах, экологическая обстановка, в условиях которой проживало неолитическое население.
«Развитие градостроение и погребальные обряды в доисторическую эпоху» - совместно с Национальным центром научных исследований Франции (CNRS). Работы были начаты в 2008 г. и сконцентрированы в Джаркутане - крупном памятнике эпохи бронзы и раннего железа на юге Узбекистана. Руководители проекта - С. Мустафокулов, Х. Бендезу.
Основная цель исследований - изучение стратиграфии культурных слоев на крепости городища Джаркутан и могильнике Джаркутан 3, с целью получения антропологических материалов и исследование их с помощью новых антропологических методов.
Главными результатами полевых работ являются:
- Впервые на памятнике Джаркутан были выявлены жилые полуземлянки с каркасной конструкцией и очагами.
- Впервые на территории всей Бактрии были найдены керамические печи эпохи финальной бронзы.
- Впервые были зафиксированы на Джаркутане-3 некоторые виды погребального обряда эпохи раннего железа  древней Бактрии.
- Впервые в Бактрии найден уникальный  кольцевидный предмет из железа, антропоморфный сюжетный оттиск на керамике, бронзовый сурьмадон со скульптурами, изображениями барана.
В последние годы работы совместной Узбекско-французской археологической экспедиции сосредоточены, в основном, на обработке накопленного материала и  подготовке публикации совместной монографии.
«Материальная культура и урбанизация городов и обустройство оазиса в Бухаре в античности и средневековья» - совместно с Национальным центром научных исследований Франции (CNRS). Работы были начаты в 2010 г., деятельность международной экспедиции сконцентрирована на крупнейших городских центрах Бухарского оазиса, городищах Пайкенд и Ромитан. Руководители проекта - Д.К. Мирзаахмедов, Ранте Рокко.
В результате археологических исследований получены интересные материалы по архитектуре, материальной культуре и характеру быта в городском квартале Шахристана I Пайкенда. О самых ранних типах монументальной сырцовой архитектуры свидетельствуют вскрытые в пригороде городища оригинальные для всей Центральной Азии рабады-каравансараи, являющиеся наиболее яркими показателями расцвета Великого Шёлкового пути и располагавшегося на его трассе «городе купцов» — Пайкенде.
«Комплексное изучение археологических памятников Зарафшанской долины» - совместно с Университетом Болоньи (Италия). Работы начаты в 2000 г., основным направлением исследований является выделение наиболее ранних агро-ирригационных зон, исторической топографии и динамики урбанизационных процессов в Самаркандском Согде. Руководители проекта - А.Э. Бердимурадов, М. Този.
Результаты экспедиции в долине Заравшана были выявлены около 1000 археологических памятников из которых изучены 540.
Материалы экспедиции были использованы при написании "Каталога археологических памятников Узбекистана. Том 1. Самаркандская область. Часть 1. Город Самарканд и его округа", "Том 1. Самаркандская область. Часть 2. Нурабадский район"  
«Изучения археологических памятников земледельческой и скотоводческой контактной зоны Центрального Согда» - совместно с Университетом Наполи (Италия). Работы начаты в 2013 г., основным направлением исследований является изучение археологических памятников в контактном зоне земледельческой культуры и культуры степной полосы, преимущественно скотоводческой зоне Центрального Согда. А также, проведение археологических раскопок на городище Койтепа расположенного в кишлаке Чандыр Пасстдаргомского района Самаркандской области. Руководители проекта – М. Пардаев и Женито Бруно.
Результаты проведённых археологических работ уже можно проследить историческую картину При Даргомского региона в античной эпохи как границу контактных зон между земледельческой и скотоводческой культурой Центрального Согда. Городище Койтепа являлась сильно укреплённым сторожевым пунктом, который охранял земледельческого населения от набегов кочевников в античности.     
«Проблемы среднего палеолита в Сибири, Монголии и Центральной Азии» - совместно с Институтом археологии и этнографии СО РАН (г. Новосибирск). Работы были начаты в 1998 г. по изучению грота Оби-Рахмат и стоянки Кульбулак, расположенные в Ташкентской области. Руководители проекта - С.Р. Баратов, А.П. Деревянко.
«Городская культура Бухарского Согда в эпоху античности и средневековья» - совместно с Государственным Эрмитажем (г. Санкт-Петербург).  Совместная работа начата в 1981 г. Деятельность экспедиции сконцентрирована на одном из крупнейших городских центров Бухарского оазиса — Пайкенде, хорошо известном по письменным источникам, как "город купцов" и "медный город". Руководители проекта — Д.К. Мирзаахмедов, А.В. Омельченко.
В процессе многолетних исследований вскрыта значительная часть Цитадели, Шахристана и Рабада городища Пайкенд. Выявлены система фортификации, городские кварталы, рабаты – караван-сараи. Пайкенд превратился в уникальный эталонный памятник археологии, при городище построен Музей, при котором экспонируются находки, посещается местными и иностранными гостями.
«История и этапы развития культуры Центральной Азии» — совместно с Университетом Киото (Япония) и университетом Тезукаяма. Работы начаты в 2006 г., исследования сконцентрированы на одном из важнейших городских центров Самаркандского Согда - Калаи Дабусия и Кафиркалъа. Руководители проекта - А.Э. Бердимурадов, УноТакао.
В результате археологических исследований на городище Дабусия в Пахтачинском районе Самаркандской области получены немаловажные данные по материальной культуре и этапам развития древнего города. Так на основе раскопочных работ в Арке, Шахристане и Рабаде, сравнительного анализа письменных источников выявлено, что город являлся крупным культурным и экономическим центром Согда в эпоху античности и средневековья, где в числе ремесленной продукции и предметов торговли было наиболее широко развито ткачество.
Результаты научных исследований в 2006-2012 гг. обобщены в коллективной монографии "Кала-и Дабусия — Согдийский город на Великом Шелковом пути. Научные исследования городского центра Средней Азии", опубликованной в 2013 году в Киото.
С 2014 года работы продолжены на памятнике Кафиркала близ Самарканда, являвшейся древней фамильной резиденцией Самаркандский царей «ихшидов». Основной целью этих исследований являются археологические изыскания на памятнике и его округе. Изучение истории ирригации античного и средневекового Центрального Зарафшана, картография памятников и их геофизические исследования.    
«Археологические исследования на древнем памятнике Ташбулак (Бахмальский район Джизакской области) и на других, связанных с ним древних памятниках на территории Джизакской, Самаркандской и Навойиской областей» — совместно с Департаментом Антропологии Вашингтoнского Университета в СантЛюисе, (США)  Работы начаты в 2015 г. Деятельность экспедиции сконцентрирована на проведение археологических разведок и раскопок на городище Ташбулак (Бахмальский район Джизакской области) и его округе. Изучение экологии, хронологии, истории окружающей среды и культурных ландшафтов горных пастушеских племен, живших на Мальгузарском хребте Памирской горной системы, расположенной в пределах Джизакской области Республики Узбекистан. Руководители проекта – Ф. Максудов, М. Фрачетти.
Главными результатами полевых работ являются:
- Закончена детальная геофизическая съемка городской застройки Ташбулака с использованием Грунтового Пенетрационного Радара (Ground Penetrating Radar - GPR);
- Решены вопросы связи между локальной и региональной окружающей средой (и экологией) и застройкой, обживанием, функционированием и упадком городского поселения на Ташбулаке;
- Выяснены хронология и архитектура различных частей поселения и реконструирована информация о погребальной практике, экономике и производственной индустрии, поддерживавшей население Ташбулака. 
«Древние и средневековые оазисные стены (Кампир Девор) на территории Узбекистана» - создано с «Институтом изучения древнего мира» Нью Йоркского Университета (США). Работы начаты в 2011 г.  Целью исследований является выявление времени и этапов строительства, характер фортификационных конструкций и против кого строилась Великая Оазисная стена Бухары имевшая прямые аналогии с Великой Китайской стеной считавшейся одной  из семи чудес мира. Руководители проекта Д.К. Мирзаахмедов,   Сорен Старк.
В процессе совместных изысканий узбекско-американских исследователей  с привлечением  современных технических средств в определенной степени открыты остатки сохранившихся участков стены к Западу, Северу, Востоку и Югу Бухарского оазиса. Выявлено два этапа строительство: V век и конец VIII -начало IX века. Определены причины и против каких кочевых народов она строилась. Выявлен характер фортификации, как стены, так и входивших в ее систему крепостей, башен, контрфорсов и ворот.  
«Археологические исследования в западных отрогах горной системы Тянь-Шань» - совместно с Северо-западной Университетом КНР. Работы начаты в 2014 г. Деятельность экспедиции сконцентрирована напамятниках древних кочевников Самаркандской, Кашкадарьинской и Сурхандарьинской областей Узбекистана. Руководители проекта - А.Э. Бердимурадов, Ванг Цзянь Син.
В 2014-2015 гг. Узбекско-китайская экспедиция провела мониторинг погребальных памятников кочевников на территории Самаркандской, Кашкадарьинской и Сурхандарьинской областей Узбекистана. Выявлен целый ряд раннее неизвестных могильников - Зинак (Самарканд), Кайнар (Кашкадарья), Туда (Сурхандарья). Проводится комплексное изучение группы могильников эпохи античности Сазаган (Самарканд). Исследования погребальных памятников проводимое на современном научном уровне узбекско-китайской комплексной археологической экспедицией дополнят наши представления о культурном, экономическом и этническом генезисе народов Узбекистана в древности и средневековья.
«Северо-восточные районы Центральной Азии в эпоху древности и раннего средневековья: взаимодействие культуры и цивилизации древного Востока» - совместно с Пекинским Археологическим институтом КНР. Работы начаты в 2012 г. Деятельность экспедиции сконцентрирована на одном из крупнейших городских центров Ферганской долины - Мингтепа. Руководители проекта – Б.Х. Матбабаев, Жу Янши (ZhuYanshi).
2012-2015 гг. археологические работы проводились на 16 пунктах городище, где получены материалы по стратиграфии, структуре и системы фортификации древнего города, ремесла, искусство древнего населения. В частности получены совершенно новые данные по системы обороны Мингтепа. Археологические работы в городище Мингтепа в Андижанской области дали новые материалы по истории градостроительства в период существование древнеферганского государства Давань.
Наиболее важной составляющей деятельности сотрудников Института является освещение в научных международных изданиях основных достижений и разработок, полученных в процессе археологических исследований по всем направлениям археологии и историко-культурным регионам Узбекистана. Таковыми значимыми, регулярными публикациями проводимых археологических работ являются преимущественно результаты совместных международных экспедиций Франции, Германии, Италии, России, Польши, Японии, Китая и т.д.